# Stelling van Frobenius (delingsalgebra)
De stelling van Frobenius, in 1877 bewezen door Ferdinand Georg Frobenius, is een stelling uit de abstracte algebra, die zegt dat op isomorfie na er slechts drie eindigdimensionale, associatieve delingsalgebra's zijn over de reële getallen, namelijk
- de reële getallen {\displaystyle \mathbb {R} } zelf,
- de complexe getallen {\displaystyle \mathbb {C} }
- en de quaternionen {\displaystyle \mathbb {H} }.

De stelling werd in 1881 onafhankelijk bewezen door Charles Sanders Peirce. De stelling beperkt het bestaan van associatieve delingsalgebra's over de reële getallen tot de dimensies 1, 2 en 4. De uitvinder van de quaternionen, William Rowan Hamilton, had lang gezocht naar zo'n algebra in drie dimensies die door de stelling wordt uitgesloten. Als men de eis van associativiteit laat vallen en commutativiteit eist, bewees Heinz Hopf in 1940 dat de corresponderende eindigdimensionale delingsalgebra's over {\displaystyle \mathbb {R} } maximaal de dimensie 2 hebben. Er is topologisch bewijs dat er alleen delingsalgebra's over de reële getallen zijn voor n = 1, 2, 4, 8.
Van deze drie delingsalgebra's zijn alleen de quaternionen geen lichaam (Ned) / veld (Be), maar een delingsring/lichaam, dus met een niet-commutatieve vermenigvuldiging. Aangezien {\displaystyle \mathbb {R} } en {\displaystyle \mathbb {C} } de enige eindigdimensionale, commutatieve en associatieve delingsalgebra's over de reële getallen zijn, moet voor de stelling van Frobenius bewezen worden dat de quaternionen de/het enige niet-commutatieve eindigdimensionale delingsring/lichaam vormen over {\displaystyle \mathbb {R} }.

## Stelling
Zij {\displaystyle D} een eindigdimensionale niet-commutatieve delingsring/lichaam over {\displaystyle \mathbb {R} }. Dan is er een reëel algebra-isomorfisme {\displaystyle \mathbb {H} \to D}.

## Bewijs
De complexe getallen {\displaystyle \mathbb {C} } vormen, afgezien van isomorfisme, de enige eindige reële uitbreiding van {\displaystyle \mathbb {R} }. {\displaystyle D} is dus geen delingsring/lichaam over {\displaystyle \mathbb {C} }.
Omdat {\displaystyle \mathbb {R} } het centrum is van {\displaystyle D} volgt dat {\displaystyle D} een maximaal deellichaam/-veld {\displaystyle \mathbb {C} '} bevat met
{\displaystyle (\dim _{\mathbb {R} }\mathbb {C} ')^{2}=\dim _{\mathbb {R} }D}
Aangezien {\displaystyle D} niet-commutatief is, is {\displaystyle \mathbb {C} '\simeq \mathbb {C} } en {\displaystyle \dim _{\mathbb {R} }D=4}.
Het is nu voldoende een reëel algebra-homomorfisme {\displaystyle \varphi \colon \mathbb {H} \to D} aan te geven. Aangezien {\displaystyle \mathbb {H} } een enkelvoudige ring is, volgt daaruit de injectiviteit, en de surjectiviteit volgt op grond van de dimensies.
Er geldt:
{\displaystyle \mathbb {C} '=\mathbb {R} \oplus j\mathbb {R} }
met {\displaystyle j^{2}=-1} en {\displaystyle \mathbb {C} '} een galoisuitbreiding over {\displaystyle \mathbb {R} } met galoisgroep {\displaystyle \{id,\sigma \}}, waarin {\displaystyle \sigma \colon \mathbb {C} '\to \mathbb {C} '} met
{\displaystyle \sigma (a+bj)=a-bj}
Volgens de stelling van Skolem-Noether  is er een {\displaystyle u\in D,\,u\neq 0} zodat voor alle {\displaystyle x\in \mathbb {C} '} geldt: {\displaystyle \sigma (x)=uxu^{-1}}.
Dan is:
- {\displaystyle u^{2}\in \mathbb {R} }, want {\displaystyle u^{2}ju^{-2}=\sigma ^{2}(j)=j}, dus {\displaystyle u^{2}j=ju^{2}}. Maar dan is {\displaystyle u^{2}} element van het centrum {\displaystyle \mathbb {C} '} van {\displaystyle D(\mathbb {C} ')} en is {\displaystyle \sigma (u^{2})=uu^{2}u^{-1}=u^{2}}. En omdat {\displaystyle \mathbb {C} '} een galoisuitbreiding over {\displaystyle \mathbb {R} } is, volgt {\displaystyle u^{2}\in \mathbb {R} }.
- {\displaystyle u^{2}<0}, want stel {\displaystyle u^{2}>0}. Dan is {\displaystyle u\in \mathbb {R} } en omdat {\displaystyle \mathbb {R} } het centrum is van {\displaystyle D} is ook {\displaystyle -j=\sigma (j)=uju^{-1}=j}, wat een tegenspraak inhoudt.

Er geldt dus {\displaystyle u^{2}=-r^{2}} met {\displaystyle r\in \mathbb {R} ,r>0}. Het gezochte reële algebra-homomorfisme {\displaystyle \varphi } wordt dan geïnduceerd door:
{\displaystyle \varphi {\begin{pmatrix}1&0\\0&1\end{pmatrix}}=1,\quad \varphi {\begin{pmatrix}0&1\\-1&0\end{pmatrix}}=j,\quad \varphi {\begin{pmatrix}i&0\\0&-i\end{pmatrix}}=ur^{-1},\quad \varphi {\begin{pmatrix}0&i\\i&0\end{pmatrix}}=ur^{-1}j}
want {\displaystyle -j=\sigma (j)=uju^{-1},\ uj=-ju}.